# Playa de la Torre de San Vicente
La playa de la Torre de Sant Vicent es una playa del ayuntamiento de Benicasim, en la provincia de Castellón. Tiene una longitud de 650 metros y limita al norte con la playa de l'Almadrava y al sur con la playa de Els Terrers.
Se encuentra junto a la Torre de Sant Vicente y el paseo marítimo de la ciudad, contando con muchas terrazas. En el mar, una plataforma flotante sirve de punto de reunión. Tiene el distintivo de bandera azul.